# 1976 في إيران
فيما يلي قوائم الأحداث التي وقعت خلال عام 1976 في إيران.

## رياضة
- 1 يناير – كأس آسيا 1976

## مواليد

### يناير
- 1 يناير – داريوش رضائي نجاد مهندس إيراني.

### فبراير
- 20 فبراير – علي لطيفي لاعب كرة قدم إيراني.

### أبريل
- 22 أبريل – علي موسوي لاعب كرة قدم إيراني.

### يونيو
- 3 يونيو – فرهاد مجيدي لاعب كرة قدم إيراني.

### يوليو
- 21 يوليو – وحيد هاشميان لاعب كرة قدم إيراني.

### أغسطس
- 19 أغسطس – محسن نامجو

### سبتمبر
- 23 سبتمبر – إبراهيم تقيبور لاعب كرة قدم إيراني.
- 23 سبتمبر – رضا عنايتي لاعب كرة قدم إيراني.

## وفيات

### يناير
- 1 يناير – محمد تقي النيسابوري (مواليد 1892)